# Hjälmared, Kungsbacka kommun
Hjälmared är en ort i Kungsbacka kommun i Hallands län. Fram till 2010 klassades orten som en separat tätort, från 2015 räknas den som en del av tätorten Göteborg.  

## Befolkningsutveckling
| Befolkningsutvecklingen i Hjälmared 1990–2010                              | Befolkningsutvecklingen i Hjälmared 1990–2010 | Befolkningsutvecklingen i Hjälmared 1990–2010 | Befolkningsutvecklingen i Hjälmared 1990–2010 | Befolkningsutvecklingen i Hjälmared 1990–2010 |
| -------------------------------------------------------------------------- | --------------------------------------------- | --------------------------------------------- | --------------------------------------------- | --------------------------------------------- |
|                                                                            |                                               |                                               |                                               |                                               |
| År                                                                         |                                               |                                               | Folkmängd                                     | Areal (ha)                                    |
| 1990                                                                       | 1990                                          |                                               | 295                                           | 58#                                           |
| 1995                                                                       | 1995                                          |                                               | 342                                           | 82                                            |
| 2000                                                                       | 2000                                          |                                               | 348                                           | 82                                            |
| 2005                                                                       | 2005                                          |                                               | 341                                           | 90                                            |
| 2010                                                                       | 2010                                          |                                               | 360                                           | 89                                            |
| Anm.: Ny tätort 1995. Sammanvuxen med tätorten Göteborg 2015 # Som småort. |                                               |                                               |                                               |                                               |